# Гостиля
Гостиля е село в Северна България. То се намира в община Долна Митрополия, област Плевен.

## География
Селото се намира в Северозападна България, по въздушна линия на 14 km североизточно от град Кнежа, на 26 km западно-северозападно от общинския център гр. Долна Митрополия и на 15 km южно от р. Дунав. През селото минава третокласният път 137 от републиканската пътна мрежа гр. Кнежа – с. Крушовица. Разположено е в плитка и широка долина, отворена на изток и оградена от другите три посоки с полегати склонове издигащи се на 50 – 60 m над долината, до равното поле с нивите на селото. Землището на селото граничи: на изток със с. Староселци, на северозапад със с. Галово, на югозапад с гр. Кнежа, на север със с. Ставерци, на юг със с. Долни Луковит.
В долината, през средата на селото, лъкатуши малката река Гостиля, като образува и неголяма заблатена площ. Според местно предание, тази рекичка, наричана от гостилчани Барата, натежава при избора на това място за заселване, защото представлява важно удобство за отглеждане на прословутите банашки гъски. В първите години след заселването заблатяването създава нездрав климат и хората от Гостиля често боледуват от треска.
Климатът на Гостиля се характеризира с подобни на близкия гр. Кнежа: горещо и сухо лято, студена, също суха зима, преобладаващи западни и северозападни и по-рядко през зимата североизточни ветрове, годишна сума на валежите от порядъка до 550 l/m2, с минимуми през зимните месеци, август и септември и максимуми през май и юни.

## Име на селото
Селото носи името на реката, около която е заселено, но то е наследник и на името на едно много по-старо село от нейното поречие, изселило се в Дряновско (днешното село Гостилица) през периода 1595 – 1598 г. Тогава голяма част от северозападните български земи обезлюдява заради нападенията на разбойническите чети на влашкия войвода Михаил Витяз

## История
Селото, заедно с Асеново, Брегаре, Бърдарски геран и Драгомирово, е от 5-те села основани от банатски българи – католици, завърнали се от Банат след Освобождението на България през 1878 г.
Гостиля се намира на около 10 км южно от някогашния стратегически римски път по долното течение на Дунав Виа Иструм, в участъка му свързващ гарнизоните OESCUS (днес с. Гиген) и RATIARIA (днес с. Арчар). Голяма част от легионерите след пенсионирането им получават земи, женят се за местни жени и се заселват в близост до мястото на службата си и това е най-вероятната причина при изкопни работи из Гостиля да са намирани римски монети, римски тухли, остатъци от колони, както в двора на Петър Кокорков
В ранната пролет на 1890 г. на Оряховското пристанище пристигат 86 семейства от пределите на Австро-Унгарската империя. Това са главно банатски българи – потомци на бежанци от Чипровското въстание от 1688 г. и на католици – преселници от началото на ХVІІІ в. Всички са католици от латински обред. Заедно с тях идват унгарски, немски и чешки семейства. Докарват покъщнина и земеделски инвентар. Пренощуват в Оряхово и 46 семейства заминават към Плевенско, за местността „Бойов геран“ до с. Горна Митрополия. Те идват в България въз основа на „Закона за населяване на ненаселените земи“, утвърден от княз Александър I с Указ № 222 от 20 май 1880 г.; освен основната цел на закона, той трябва да привлече в опустелите райони на следосвобожденска България и население от по-напредналата част на Европа. Унгария, в чиито предели се намира по това време Банат, след получаването през 1867 г. на автономност в рамките на дуалистичната Австро-Унгария, провежда добри вътрешни реформи (министър на просветата и науката е барон Йозеф Етвеш – добър приятел на банатските българи), обществото е силно развито в икономическо, културно и политическо отношение. Настанявайки се в Горна Митрополия, преселниците от Стар Бешенов започват преговори с плевенския окръжен управител Симеонов и настояват да бъдат отделна община. Желанието им е продиктувано от това, че от Банат идват с вековна традиция за общинско самоуправление, а и очакват проблеми заради религиозното си различие от местните източно православни българи. Високопоставеният чиновник не приема това искане и наругава молителите за тяхното упорство. В същия ден, след конфликта (10 октомври 1890 г.), тръгват обратно за Банат. Попътно нощуват в държавния соват „Гостиля“. Харесват това място за заселване и тяхна делегация отива при врачанския окръжен управител Михаил Македонски – председател на местния революционния комитет за освобождение от османското владичество, докато е учител в Кнежа. Той веднага изпраща чиновник да размери по два декара дворно място на всяко семейство. Така преселниците решават да останат в България и започват строят къщи по банатски тертип.
Зимата на 1890/1891 г. е много тежка за новите заселници. Мартин Ловров, един от водачите им, пише: „...добре, че жителите на околните села ни оказваха помощ и се отнасяха добре с нас.“ А когато в края на февруари 1891 г. положението съвсем се влошава, делегация отива при Македонски и той лично идва в Гостиля. Нарежда да им се отпусне жито от държавния резерв и заем от оряховската земеделска каса. През пролетта на 1891 г. засяват по 10 – 15 декара царевица и в следващите години идват още семейства.
През 1893 г. селото наброява 127 къщи и 750 жители и до 1898 г. се води наместничество на Кнежа, но с правото да си избира кметски наместник. Първият кметски наместник за кратко време е Бонко Бартолов, заменен от Иван Чуканов (стария).
През 1900 г. Гостиля е община; селото има 264 къщи и 946 жители, а в общината влиза и село Съсека, което отделно има 41 къщи и 191 жители. Село Съсека в едноименната местност в землището на Кнежа е заселено от банатски българи през 1894 г.; след изселването им през 1901 г., най-вече в с. Войводово, селото престава да съществува.
След войните в началото на ХХ в. в Гостиля се преселват още 28 семейства банатски българи от 83 – те семейства, заселили се първоначално във врачанските села Джурилово, Махмудия и Съсека.
Селото дава 31 убити във войните. Освен българите, немците и унгарците от Гостиля също смятат България за свое отечество и воюват с достойнство за нея.
Мартин Ловров написва „Кратки исторически записки" за преселването и за първите години на новото село Гостиля, но следите на ръкописа се губят из архивите на Историческия музей в Плевен. Цитати от записките на Мартин Ловров използва Иван Иванов Гашпаров в своята неиздадена, но съхранена от родственици „История на село Гостиля 1893 – 1963 г.".
През лятото на 1950 година, по време на колективизацията, в селото се провежда демонстрация срещу принудително събираните наряди.

## Население
| 1893 | 1900 | 1910 | 1920 | 1926 | 1934 | 1946 | 1956 | 1965 | 1975 | 1985 | 1992 | 2001 | 2011 | 2021 |
| 750  | 986  | 999  | 1149 | 1329 | 1403 | 1437 | 1110 | 954  | 769  | 558  | 508  | 364  | 244  | 179  |

В числото на преброените влизат и жителите, които не са от банатско потекло и етническите немци.
При преброяването през 2011 г. са отговорили на въпроса за етническа принадлежност 26 жители и са се самоопределили като българи 26 жители.
| Всичко | Възрастови групи (в навършени години) | Възрастови групи (в навършени години) | Възрастови групи (в навършени години) | Възрастови групи (в навършени години) | Възрастови групи (в навършени години) | Възрастови групи (в навършени години) | Възрастови групи (в навършени години) | Възрастови групи (в навършени години) | Възрастови групи (в навършени години) | Възрастови групи (в навършени години) | Възрастови групи (в навършени години) | Възрастови групи (в навършени години) | Възрастови групи (в навършени години) | Възрастови групи (в навършени години) | Възрастови групи (в навършени години) | Възрастови групи (в навършени години) | Възрастови групи (в навършени години) | Възрастови групи (в навършени години) |
| Всичко | 0 – 4                                 | 5 – 9                                 | 10 – 14                               | 15 – 19                               | 20 – 24                               | 25 – 29                               | 30 – 34                               | 35 – 39                               | 40 – 44                               | 45 – 49                               | 50 – 54                               | 55 – 59                               | 60 – 64                               | 65 – 69                               | 70 – 74                               | 75 – 79                               | 80 – 84                               | 85+                                   |
| 179    | 6                                     | 4                                     | 4                                     | 3                                     | 4                                     | 12                                    | 4                                     | 8                                     | 9                                     | 8                                     | 12                                    | 13                                    | 19                                    | 16                                    | 25                                    | 11                                    | 12                                    | 9                                     |

| Всичко | Икономически активни | Икономически активни | Икономически активни | Икономически неактивни |
| Всичко | Общо                 | Заети                | Безработни           | Икономически неактивни |
| 231    | 38                   | 38                   | 0                    | 193                    |

## Поминък
Две са икономическите причини за да тръгнат бъдещите гостилчани от Банат към България: недостигът на земеделска земя в банатските им села, който става все по остър за всяко следващо поколение в резултат на раздробяването ѝ при наследяване от многолюдната челяд на семействата и тежката повинност да обработват земята и да участват в ловджийските занимания на австроунгарската аристокрация срещу нищожно заплащане, докато Търновската конституция и обществената структура на новоосвободена България изключват такива задължения и им гарантират свободно да се трудят в своя полза.
Традиционното препитание на първите заселници на Гостиля, пренесено от Банат, е земеделието, конкретно зърнопроизводството. Животновъдство те упражняват основно при отглеждането на впрегатни коне за обработката на земята. Други животни и птици отглеждат за вътрешните нужди на домакинствата и това са най-вече свине и гъски.
Площта на държавния соват Гостиля, който държавата отстъпва за заселване, не позволява оземляване в размери гарантиращи изхранване на домакинствата при периодически повтарящите се неплодородни години и при честото отсъствие и загубите на основната работна сила, младите мъже, заради войните водени от България през първата половина на ХХ век. Село Гостиля е предпоследно в подреждането на банатчанските български села по площ от землището падаща се на един жител; при максимума население постигнат около средата на ХХ век – 10, 873 дка/глава за всички видове предназначения.
От Банат преселниците донасят модерни за времето си земеделски технологии и земеделско оборудване. Основните им предимства сравнено с местните земеделци в България са високопроизводителната конска тяга и железните плугове. Тези, които не успяват да си доставят такива плугове, използват дървени с подходяща конструкция, на която са монтирани пак стоманени трупици и по този начин си гарантират качествена и производителна оран, далеч превъзхождаща оранта с рало прилагана от местните българи. Леките банатски каруци с железни оси и теглени от силните им коне, позволяват да спестяват много време при пътуване и до най-отдалечените ниви в землището и при транспортирането на зърното за продажба до складовете на търговците – изкупвачи.
Недостигът на земя за обработване и загубата ѝ заради дългове на получената при оземляването или по наследство (до 1904 г. 30 – 40 домакинства загубват земята си , принуждават малоимотните и безимотните гостилчани да обработват на изполица земята на по-заможните си съселяни (до 1904 г. трима собственици имат земя 100 и повече дка ) и в някои случаи на собственици от съседните села; когато и това не е достатъчно, те се организират в групи надничари, които работят срещу натурално заплащане по прибиране на реколтата в съседните села.
Малка част от населението на Гостиля се препитава с търговия. Първата бакалница в селото е открита през 1893 г. от македонеца Минчо Марелов, а в началото на 40-те години на ХХ век бакалниците са 7, по правило – към кръчмите. Голяма част от оборота на бакалниците е на кредит, който в много случаи се погасява в натура след прибирането на реколтата и това превръща някои от бакалите в скрити лихвари и търговци на зърно на едро и дребно. Седем кръчми, две от които имат и стаи с по 2 – 3 легла за пренощуване на гости, и сладкарница са другите търговски предприятия в Гостиля .
Занаятчиите в началото на ХХ век са петима дърводелци – колари, някои от които са етнически немци , преселници от Банат. В областта на услугите работят двама бръснари. В началото на ХХ век в селото има една мелница със задвижване от кон и две воденици на р. Гостиля .
За да решат проблема с недостига си на финансови средства група гостилчани създават през 1923 г. кредитна кооперация „Банат". Кооперацията открива през 1924 г. и свой магазин, след време започва да изкупува селскостопанска продукция от селяните. Въпреки многото проблеми в съществуването си, тя оцелява, става основа в първия, неутвърден от държавната администрация, опит да се създаде земеделска кооперация през 1948 г., а през 1963 г. е главният субект на търговията на дребно със селото. Първата действаща земеделска кооперация е създадена през същата 1948 г. от малоимотни селяни с общо 1200 дка обработваема земя, един конски впряг от 2 коня и 7 волски впряга по 2 вола. Масовизацията наложена от държавата през 1950 г. спасява земеделската кооперация от разпад, но някои млади мъже, недоволни от доходите си от земеделие напускат селото за да работят в мините, което се насърчава от държавата. Постепенно ТКЗС в Гостиля укрепва, развива и сериозно животновъдство и през 1955 г. първо в селото електрифицира стопанския си двор. Покрай кооперативното стопанство се замогва и селото, през 1955 г. се електрифицира цялото, а през 1960 г. е прокарано централно водоснабдяване. Партийната идеология за превръщането на кооперативната собственост в общонародна, реализирана чрез държавната политика за уедряване на селското стопанство през 60 те години на ХХ век, води до сливането на земеделската кооперация на Гостиля с кооперации от други, съседни населени места.  От началото на 90-те години на ХХ век земеделските земи са върнати на собствениците и техните наследници, но единици от тях имат възможност да я обработват; демографските и икономическите условия и новите земеделски технологии определят масовото ѝ отдаване за обработка на малко на брой икономически субекти, които развиват зърнопроизводство.

## Образование
През годините на 1890 – 1892, когато семействата им още не са се заселили на постоянно място, децата не посещават училище. На 1 март 1893 г. в новото село Гостиля започват учебни занятия в селската черква. Учителят Георги Спасов от гр. Свищов преподава само на I отделение и така е до 1896 г., когато е открито и II отделение, а учител е Андрей Николов от недалечното с. Селановци. Поради невъзможност да се водят занятия зимно време в студената черква, от 1896 до 1902 г. се наемат за учебни помещения стаи в частни къщи.
В началото на ХХ век почти всички жители на селото, мъже и жени, са грамотни, а само 5 деца от 75 в училищна възраст не посещават училище. От 1902 г. за училище е пригодена сградата на бивша воденица, където до 1915 г. са открити III и IV отделения, от 1923/1924 учебна година е открит и I прогимназиален клас. На училището са дадени имената на светите братя Кирил и Методи, доставени са учебни пособия за сериозна сума и е назначен първият директор, Димитър Христов от гр. Трън. През 1925 -1926 г. до приспособената воденица, с голям общински заем и много доброволен труд на населението, е построена нова училищна сграда с четири класни стаи и канцелария, към които по-късно са добавени още две класни стаи и други помещения. Училището получава и ново име – „Светлина". До вкл. 1938/1939 учебна година са открити II и III прогимназиални класове. През този период 11 младежи продължават и гимназиално образование, но за девойките консерватизмът на родителите им в повечето случаи е непреодолима пречка за това.
За подпомагане на бедните ученици на училището са дадени 80 дка. ниви и овощна градина, използвани и за обучение на учениците.
През 1958 – 1960 г. са направени допълнителни пристройки към училището, където са разкрити: работилница за обучение по дърводелство, кабинети по химия, физика и биология и физкултурен салон.
За периода от основаването на селото до 1923 г. завършилите основно образование гостилчани са малко; никой няма завършено средно образование, до 1944 г. 17 негови жители завършват средно, 5 – висше образование, а от 1944 г. до 1963 г. завършилите средно образование са 124, висше – 20.  Тази тенденция след 1963 г. се променя отрицателно в резултат на промените в икономиката на селото и следващият от това демографски срив, видим от таблицата за броя на населението.

## Религия
Първите заселници на селото, дошли от Банат, са изключително от римокатолическо вероизповедание, но още в края на ХІХ век в селото идват и православни българи – бежанци от Егейска Македония. През 1928 г. 1047 от жителите са римо – католици, а 287 са източноправославни.
Черковните служби на банатските българи – католици през първите години след заселването се извършват в помещение на частна къща от пътуващи свещеници.
Първият свещеник в селото е назначеният през 1893 г. италианец Амброзий Галярди, монах – пасионист, наричан от гостилчани дядо Амброджо. Същата година е построена малка, покрита със слама черква и скромна паракия до нея. През 1904 г., насърчен от Никополския епископ Хенрих (Анри) Дулсе, отец Амброзий издига храма „Пресвето Сърце Исусово“ по проект на италианеца архитект Джовани Мосути. Строежът е подпомогнат със средства събрани от Никополския помощник – епископ Жак Роасан, а дарители са католиците от селата Белене, Ореш, Трънчовица и Лъжене и архиепископът на Париж Мишел дьо Белагроа. Жителите на селото участват с много доброволен и безвъзмезден труд в строителството на новата си черква. Отец Амброзий лично изработва от дърво олтарите, светилниците и вратите. На празника Пресвето Сърце Исусово през 1905 г. епископ Жак Роасан я освещава. През същата година небрежно иззиданата камбанария се срутва и частично разрушава покрива на безлюдната по това време черква. Макар и ремонтиран, след две години покривът отново се руши. Отец Галярди служи в Гостиля до смъртта през 1914 г. и е погребан там.
Асеновчанинът Алоизий Манушов служи от 1914 г. до 1920 г., набавя нови средства и ремонтира покрива и останалите части на храма.
Белгиецът Рихард Хофман, по време на своята служба 1920 – 1925 г., с наследени от предшественика си пари и добавените от владиката Дамян Теелен и помощ от Белгия, започва през 1924 г. строеж на нова камбанария и построява първия етаж на нова паракия.
С дарения от Германия и Холандия камбанарията е завършена през 1926 г. от свещ. Херман Демер, който съставя и немско – български речник и популяризира футбола сред местните младежи. Помощник-енорист в това време е Хуго ван Бергман – холандец.
До 1948 г. в Гостиля служи италианецът Плачидо Корси, станал по-късно шарже д`афер на посолството на Ватикана в София.
В първата половина на ХХ век, храмовият празник на черквата е отбелязван с религиозни шествия – поклонения на жители на близките банатчански села Бърдарски геран и Брегаре до Гостиля. След 2011 г. са направени опити на младежите от Бърдарски геран да подновят традицията, макар и със значително по-малък религиозен заряд.
През 2016 г. е извършен ремонт на сградата на черквата, а през 2017 г. се ремонтира и паракията (дома за свещениците) до нея, като на първия етаж се обособява зала за занимания с децата и младежите от селото.
По инициатива на Никополския владика монс. Петко Христов през 2017 г. храмът е преименуван на „Непорочно сърце Мариино“. Предполагаемата причина затова е повтаряемост на старото име в границите на Никополската епархия с храма в с. Драгомирово.
Свещеници, служили в енорията Гостиля
1. Амброджо Галярди (италианец, пасионист, погребан в с. Гостиля) – от 1894 г. до 11 октомври 1914 г.
2. Емиляно Вари (пасионист) – от 8 септември до 15 ноември 1914 г.
3. Алоиз Манушев (пасионист, от с. Асеново) – от 1 декември 1914 г. до 15 септември 1920 г.
4. Рихард Хофман (пасионист, белгиец) – от 18 септември 1920 г. до 7 април 1925 г.
5. Кирил Балабанов (от гр. Пловдив, успенец) – от 4 юли до 8 август 1925 г. и от 20 април до 4 септември 1949 г.
6. Херман Демер (пасионист, германец) – от 14 май 1925 г. до 19 август 1938 г.
7. Ириней Николов Мартинчев (пасионист, от с. Лъжене (Малчика) – от 1 август до 10 септември 1938 г. и от 10 февруари 1955 г. до 6 април 1958 г.
8. Кирил Иванов Яков (пасионист, от с. Ореш) – от 6 октомври 1938 г. до 14 януари 1940 г.
9. Плачидо Корси (пасионист, италианец) – от 28 януари 1940 до 5 юни 1947 г.
10. Никола Йозов Калчев (пасионист, от с. Бърдарски геран) – от 17 юни 1947 г. до 3 април 1949 г.
11. Марислав Антонов Банчев (успенец, от с. Брегаре) – от 11 септември 1949 г. до 23 март 1952 г. и от 8 май 1964 г. до 10 юли 1984 г.
12. Недялко Стъкларов (пасионист, от Варненско) – от 13 юли 1952 г. до 5 август 1954 г.
13. Йосиф Рафаилов Йонков (пасионист, от с. Ореш) – от 10 февруари 1955 г. до 6 април 1958 г.
14. Йосиф Михайлов Минчев (мирски свещеник, от гр. Белене) – от 23 август 1958 г. до 24 май 1964 г. и от 17 април 1986 г. до 11 януари 1997 г.
15. Асен Яков Генов (мирски свещеник, от с. Малчика) – от 23 септември 1984 г. до 16 април 1988 г. и от 12 януари 1997 г. до май 1998 г. и 2002 г.
16. Анджело Габриеле Джорджета (пасионист, италианец) – от 28 май 1998 г. до 2002 г.
17. Збигнев Карниевич (поляк, конвентуалец) – 2003 – 2006 г.
18. Ярослав Барткиевич (поляк, конвентуалец) – 2007 – 2008 г.
19. Койчо Димов (мирски свещеник род. Стара Загора) – 30 май 2009 – началото на 2013 г.
20. Владислав Томич (първият български католически дякон, от София, завършил в Австрия) – началото на 2013 г. –
- Църква и традиции
- Поход-поклоничество Бърдарски геран – Гостиля 2015 г.
- Бърдарските танцьори в Гостиля 2017 г. на храмовия празник
- Тържествена литургия (миса) на храмовия празник
- Черквата в Гостиля преди ремонта през 2016 г.
- Черквата в Гостиля след ремонта през 2016 г.
- Черквата в Гостиля с нова визия ремонтирана 2016 г.
- Олтарът в черквата
- Интериорът на черквата с главния олтар
- Черквата в Гостиля
- Черквата в Гостиля след ремонта през 2016 г.
- Тържествена литургия (миса) на храмовия празник 2017 г.

## Читалищно дело
Съвсем в началото на ХХ век училищната библиотека, която през 1904 г. притежава 12 книги и 12 списания, изпълнява известна роля в разпространение на културата между по-възрастното население.
През 1926 г. по инициатива на учителят Прокопи Тошев е основано читалище и му се дава името на възрожденеца Г. С. Раковски. За първи председател е избран Атанас Маринов Нинов. За издръжка дейността на Читалището общината заделя 50 дка ниви, които дава за обработка под наем и с набраните средства се купуват най-вече книги за библиотеката. През 1928 г. са закупени първите два библиотечни шкафа и маса и столове за читалнята. За първа читалищна сграда е наета бивша кръчма и в нея започва да работи първата читалня – кафене. Раздават се книги за четене и вкъщи. Читалището дава почва за изява на средношколците, които през ваканциите организират вечеринки в полза на читалището; лекари и агрономи изнасят пред селяните реферати по актуални теми.
Нарасналото население и особено младежите имат нужда от по-просторна сграда и през 1952 г. в национализираната сграда на друга кръчма е пригодено помещение за театрален салон с 80 – 100 места и малка сцена. По-късно е преустроен за читалищен салон бившия общински обор и вече се разполага с 280 места и по-голяма сцена.
Книжният фонд на библиотеката към Читалището през 1944 г. е 200 тома. През периода 1953 – 1958 г. задълженията на библиотекари се изпълняват от учителите, а учителят Иван Гашпаров – местен жител, е избран за председател на Читалището; от 1959 г. е назначена библиотекарка, а от 1961 г. – друга, следваща библиотечно дело. Държавната политика в подкрепа на читалищното дело води и до нарастването на книжния фонд на Читалището до 2250 тома през 1963 г.
През 1958 г. към Читалището е сформирана самодейна битова певческа група, която печели награди от различни фестивали и полага традициите, които се пренасят и в първите десетилетия на ХХI век.

## Политически живот
В първите години след заселването гостилчани, заети с грижите си за устройване на новото място, не са особено политически ангажирани. До 1918 г. в селото имат известно влияние политическите партии на стамболовистите, демократите, либералите; в тях членуват някои от по-заможните селяни. За политическата пасивност на останалите влияе и консервативната настройка от страна на католическата черква, имаща силно влияние сред населението. През този период липсва реално политическо противопоставяне в селото, макар че през 1906 – 1907 г. приходящи учители опитват да разпространяват между малоимотните и безимотните селянина на идеи за социално равенство и социална борба. През 1908 г. се появяват и първите наченки на земеделско единомислие.
Стопанската разруха на страната в резултат на участието ѝ в Първата световна война и радикално настроените фронтоваци, завърнали се вкъщи през 1918 г. определено променят политическия климат в селото и през 1918 г. е сформирана организация на БРСДП (т.с.). През 1920 г. е основана и местна Земеделска Дружба. Представителите на двете нови партии (от май 1919 г. БРСДП т.с. се реорганизира в БКП т.с.) в Гостиля на моменти си сътрудничат, на моменти се противопоставят една на друга, както е по въпроса за Закона за трудовата поземлена собственост и по отношението си към преврата свалил от власт правителството на Александър Стамболийски на 9 юни 1923 г. По време на събитията през септември 1923 г., които в много селища на северозападна България вземат форма на въоръжено въстание, в Гостиля и комунисти и земеделци остават пасивни, като комунистите и сговористкият кмет правят съглашатеска договорка за запазване на мира в селото чрез поделяне на властта, подкрепени мълчаливо и от земеделците. До 1931 г. комунистите и земеделците от Гостиля нямат официален организационен живот, а след това излъчват по няколко общински съветници.
Превратът от 19 май 1934 г. слага край на местното самоуправление и на партийните организации в Гостиля. През 1939 г. се създава младежка кооперативна група, като позволена от закона форма на обществено сдружаване, формално към местната Кредитна кооперация.
При политическата промяна на 9 септември 1944 г. местната власт е сменена без ексцесии след пристигането на група от с. Ставерци, която привлича и местни младежи и възрастни и от името на ОФ назначава за кметски наместник Христо Пенков. От началото на 1947 г. Гостиля придобива статут на самостоятелна община.
На референдума за определяне формата на държавно управление – монархия или република, на 8 септември 1946 г. 99 % от гостилчани гласуват с бялата бюлетина за републиканската форма на управление., а същата година, на 27 октомври, на изборите за Велико народно събрание на Републиката, по-голямата част от тях дават гласовете си за опозицията срещу ОФ. След съответните политически мерки от висшестоящите власти, на следващите избори, които са за местно самоуправление, резултатът е в полза на кандидатите на ОФ. Спечелила тези избори местната организация на комунистическата партия е вътрешно разделена от борба за разпределяне на административните постове, но и това е отстранено след намеса на Околийския комитет на БКП.
Земеделската дружба в селото след 1947 г. постепенно изживява опозиционните си настроения и започва тясно да сътрудничи на партийната организация на БКП в провеждането на кооперирането в селото, а след 1950 г. и в масовизацията на ТКЗС. Сътрудничеството на двете местни партийни организации, останали и единствени, дава през следващите години своите резултати в подобряване на икономическото състояние на селото и неговите жители, в благоустрояването, културния и другите аспекти на обществения живот.
Към август 2017 г. кмет на Гостиля е Красимир Йозов Мравиев.

## Личности
- Мартин Ловров – предводител на завръщането в България и заселването на Гостиля, автор на „Кратки исторически записки" за Гостиля [9]
- Павел Куков (1925 – 2014) – учител и преводач от френски език, самобитен поет на банатски български език, черковен музикант[17].

## Галерия
- Река Гостиля
- Пълноводната река Гостиля
- Гъски по река Гостиля
- Зимен изглед
- Училището
- Киносалонът с пощата
- Младоженци от Гостиля
- Фамилиите от Егейска Македония
- Трифон Зарезан в кооперативното лозе 1962 г.
- Народно веселие
- Концерт за 120 годишнината на селото
- Маскирани за Фършанги пред салона и пощата в Гостиля